# Петре, Эстера
Эстера Петре (рум. Esthera Petre) — румынская легкоатлетка, специалистка по прыжкам в высоту. Выступала на профессиональном уровне в 2006—2014 годах, чемпионка Европы среди молодёжи, чемпионка Румынии, участница летних Олимпийских игр в Лондоне.

## Биография
Эстера Петре родилась 13 мая 1990 года в Бухаресте, Румыния. Занималась лёгкой атлетикой в столичном клубе «Олимпия».
Впервые заявила о себе на международном уровне в сезоне 2006 года, когда вошла в состав румынской сборной и выступила в прыжках в высоту на юниорском мировом первенстве в Пекине. Позднее также одержала победу на юниорском первенстве Балкан в Триполи.
В 2007 году в той же дисциплине стала пятой на юношеском мировом первенстве в Остраве.
В 2008 году заняла шестое место на юниорском мировом первенстве в Быдгоще.
В 2009 году принимала участие в чемпионате Европы в помещении в Турине, с результатом 1,84 одержала победу на чемпионате Румынии в Бухаресте, была пятой на юниорском европейском первенстве в Нови-Саде, первой на юниорском первенстве Балкан в Схиматарионе.
В 2011 году выступила на чемпионате Европы в помещении в Париже, с личным рекордом и шестым результатом мирового сезона (1,98) превзошла всех соперниц на молодёжном европейском первенстве в Остраве, прыгала в высоту на чемпионате мира в Тэгу — в финал здесь не вышла.
В 2012 году была седьмой на чемпионате мира в помещении в Стамбуле. Выполнив олимпийский квалификационный норматив (1,95), удостоилась права защищать честь страны на летних Олимпийских играх в Лондоне — на предварительном квалификационном этапе взяла высоту в 1,85 метра, чего оказалось недостаточно для выхода в финал.
В 2013 году участвовала в чемпионате Европы в помещении в Гётеборге.
Завершила спортивную карьеру по окончании сезона 2014 года.